# 20e cérémonie des Southeastern Film Critics Association Awards
La 20e cérémonie des Southeastern Film Critics Association Awards, décernés par l'Oklahoma Film Critics Circle, a eu lieu le 13 décembre 2011, et a récompensé les films réalisés dans l'année.

## Palmarès

### Top 10
1. The Descendants
2. The Artist
3. Winter's Bone
4. Black Swan
5. Inception
6. True Grit
7. Toy Story 3
8. 127 heures (127 Hours)
9. The Fighter
10. Tout va bien, The Kids Are All Right (The Kids Are All Right)

### Meilleur film
- The Descendants
  - The Artist

### Meilleur réalisateur
- Martin Scorsese pour Hugo Cabret (Hugo)
  - Michel Hazanavicius pour The Artist

### Meilleur acteur
- George Clooney pour le rôle de Matt King dans The Descendants
  - Michael Fassbender pour le rôle de Brandon Sullivan dans Shame

### Meilleure actrice
- Meryl Streep pour le rôle de Margaret Thatcher dans La Dame de fer (The Iron Lady)
  - Tilda Swinton pour le rôle d'Eva Khatchadourian dans We Need to Talk about Kevin

### Meilleur acteur dans un second rôle
- Christopher Plummer pour le rôle de Hal dans Beginners
  - Albert Brooks pour le rôle de Bernie Rose dans Drive

### Meilleure actrice dans un second rôle
- Janet McTeer pour le rôle de Hubert Page dans Albert Nobbs
  - Shailene Woodley pour le rôle d'Alex King dans The Descendants

### Meilleure distribution
- La Couleur des sentiments (The Help)
  - The Descendants

### Meilleur scénario original
- Minuit à Paris (Midnight in Paris) – Woody Allen
  - The Artist – Michel Hazanavicius

### Meilleur scénario adapté
- The Descendants – Alexander Payne, Nat Faxon et Jim Rash
  - Le Stratège (Moneyball) – Aaron Sorkin et Steven Zaillian

### Meilleure photographie
- The Tree of Life – Emmanuel Lubezki
  - Hugo Cabret (Hugo) – Robert Richardson

### Meilleur film en langue étrangère
- Une séparation (جدایی نادر از سیمین) •  Iran
  - La piel que habito •  Espagne

### Meilleur film d'animation
- Rango
  - Les Aventures de Tintin : Le Secret de La Licorne (The Adventures of Tintin)

### Meilleur film documentaire
- Le Projet Nim (Project Nim)
  - Tabloid

### Wyatt Award
(récompense en l'honneur de Gene Wyatt pour un film qui capture l'esprit du Sud)
- La Couleur des sentiments (The Help)
  - Undefeated